# District de Maqat
Le  district de Maqat (en kazakh : Мақат ауданы, en russe : Макатский район) est un district de l'oblys d'Atyraou à l’ouest du Kazakhstan. Son centre administratif est la localité de Maqat. 

## Démographie
Le recensement de 2009 montre une population de 26 269 habitants, en progression par rapport à celle de 1999 (25 193 habitants).